# دان كينارد
دان كينارد (بالإنجليزية: Dan Kennard)‏ هو لاعب كرة قاعدة أمريكي، ولد في 3 سبتمبر 1883، وتوفي في 21 مايو 1947 في سانت لويس في الولايات المتحدة.